# Alfabetismo transmediático
El alfabetismo transmediático o alfabetismo transmedia se concibe como la serie de habilidades, prácticas, prioridades, sensibilidades, estrategias de aprendizaje y formas de compartir que se desarrollan y se aplican en el contexto de las nuevas culturas participativas. En la alfabetización tradicional (literaria y mediática) el centro eran los libros, la televisión. En el alfabetismo transmedia los son las redes digitales y las experiencias con los medios interactivos.

## Expansión de la noción de alfabetismo
La noción de alfabetismo se ha expandido, atravesando "alfabetismo digital", "alfabetismo mediático" o "alfabetismo multimedia". Las nuevas prácticas de producir, compartir y consumir han transformado a los usuarios convirtiéndolo en un prosumidor, un sujeto activo que crea contenido nuevo y lo comparte en las redes digitales. Se consideran que existen tres prácticas básicas en el alfabetismo transmedia: alfabetización en los videos juegos; alfabetización en la web y redes sociales; y alfabetización en las culturas participativas. Aun así se consideran que existen competencias transmedia que son las que deben promover esta alfabetización: de producción, de gestión, performativas, con los medios y tecnologías, narrativas y estéticas, y finalmente en la prevención de riesgos, ideología y ética.

## Competencias transmedia

### Competencias de Producción
La producción mediática en los estudiantes revela un saber técnico, que se desarrolla en situación informales de aprendizaje, no incluyendo un proceso de reflexión sobre el mismo o una instancia de validación sobre un correcto uso de las mismas. Son necesarias conocerlas y entenderlas para poder incluirlas en las planificaciones de los encuentros áulicos.
- Escrito: crear, modificar, usar software y aplicaciones.
- Audio: crear, modificar y usar grabaciones de audio en herramientas de edición.
- Dibujos y diseño: crear, modificar y usar herramientas para dibujar y diseñar.
- Fotografía e imágenes: crear, modificar y usar herramientas fotográficas y de edición.
- Audiovisual: crear, modificar y usar herramientas para filmar y editar.
- Software: codificar, construir, modificar software y hardware.
- Videojuegos: usar herramientas para la creación y la modificación de videojuegos.

### Competencias de gestión
Las competencias de gestión se pueden subagrupar tres categorías principales: gestión individual, gestión social y gestión del contenido. Las competencias de gestión individual se asocian con las posibilidades de las personas de autogestionar sus recursos y tiempo, así como su propia identidad, emociones y sentimientos. Entre las competencias de gestión social se encuentran las habilidades relativas a comunicar, coordinar, organizar, liderar y enseñar mientras se juega y crea colectivamente. Finalmente, las competencias de gestión del contenido se vinculan con la capacidad para seleccionar, descargar, organizar y difundir distintos contenidos en plataformas mediáticas.
- Gestión individual: autogestionarse, gestionar la propia identidad y gestionar los sentimientos y las propias emociones
- Gestión social: participar en redes sociales, colaborar, coordinar, liderar y enseñar
- Gestión de contenidos: buscar, seleccionar y descargar, gestionar archivos de contenido, gestionar la difusión de contenidos

### Competencias performativas
Están relacionadas con el mundo del juego y entretenimiento.
- Jugar a videojuegos (habilidades individuales dentro del juego)
- Romper las reglas
- Actuar

### Competencias con los medios y la tecnología
Esta dimensión propone una puesta en práctica de los conocimientos anteriormente explorados a la hora de seleccionar y decidir que medios, dispositivos o lenguaje tecnológico son apropiados para una producción mediática. Entre estas competencias se encuentran:
- Reconocer y describir
  - las estructuras y la organización de empresas e industrias de los medios;
  - características técnicas de las redes sociales;
  - el software, hardware, los juegos y las características de las aplicaciones;
  - los videojuegos y consolas.

- Estar al día con los últimos medios, productos y eventos culturales.
- Reconocer y describir las normas básicas y la jerga de una comunidad.
- Comparar:
  - plataformas de redes sociales;
  - tipos de software, hardware y aplicaciones;
  - características técnicas de los videojuegos y consolas.

- Evaluar y reflexionar sobre las cualidades o las características de:
  - las plataformas de las redes sociales;
  - el software, hardware, y de aplicaciones;
  - los videojuegos o consolas.

### Competencias narrativas y estéticas
Las mismas son transversales en los consumos mediáticos.
- apreciar valores estéticos;

- reconocer géneros, reconstruir mundos narrativos y comparar historias;
- expresar identidades y visiones del mundo a través de la narrativa.

### Competencias en la prevención de riesgos, ideología y ética
Estas engloban el conocimiento y la capacidad de adoptar medidas de prevención en relación con la privacidad y la seguridad en el uso de los medios. Estas incluyen la perspectiva de la identificación, análisis y reflexión, pero también la de la acción, más centrada en las actitudes de los adolescentes frente a los medios de comunicación.

## Rol del Profesor
En el alfabetismo transmedia el profesor es un facilitador del conocimiento e involucra a los alumnos en un proceso de aprendizaje participativo. Debe ser flexible y descentralizado promoviendo el aprendizaje de abajo hacia arriba.